# Peter Brill Sander
Peter Otto Brill Sander (12 de enero de 1924 en Bad-Salzhausen, Alemania - 22 de febrero de 2013 en Palma de Mallorca, España) fue un piloto alemán que combatió durante la Segunda Guerra Mundial. Aunque en un principio estuvo destinado a una misión secreta consistente en bombardear la ciudad de Nueva York, finalizó la contienda a los mandos de un Messerschmitt 109 combatiendo en el Frente del Este. Realizó más de 50 misiones en las que obtuvo 4 victorias, no siendo nunca derribado.